# Sobór Świętych Borysa i Gleba w Czernihowie
Sobór Świętych Borysa i Gleba – prawosławny sobór w Czernihowie z XII wieku, obecnie (XXI w.) stanowiący siedzibę muzeum architektury.

## Historia
Sobór został wzniesiony w latach 1120–1123 w typowym dla architektury staroruskiej stylu, na miejscu wcześniejszej budowli z XI wieku. Jest to cerkiew krzyżowo-kopułowa, oparta na sześciu kolumnach, zwieńczona pojedynczą kopułą, o łącznej wysokości 25 metrów. Od strony prezbiterium budynek zamknięty jest trzema absydami, boczne fasady rozdzielają półkolumny. Okna świątyni są wąskie i półkoliste. We wnętrzu znajdował się zespół fresków, które nie przetrwały. Cerkiew była pierwotnie główną świątynią monasteru Świętych Borysa i Gleba. 
Sobór Świętych Borysa i Gleba znajduje się w sąsiedztwie starszego soboru Przemienienia Pańskiego będącego nekropolią Olegowiczów. Jest od niego młodszy o ok. 100 lat i został posadowiony na fundamentach starszej, XI-wiecznej budowli. Budowę soboru rozpoczął książę Dawid Światosławicz z Czernihowa. O tym, że cerkiew miała służyć jako świątynia-grobowiec dla dynastii Dawidowiczów świadczą głębokie nisze znajdujące się w ścianach północnej i południowej. Pochówki mogły odbywać się w niezachowanych emporach przybudówki (obecnie wyprowadzono fundamenty na powierzchnię) oraz pod posadzką naw bocznych katedry.
W 1611 roku świątynia uległa zniszczeniu w wyniku pożaru. Około 1627 roku opuszczony i zrujnowany sobór objął zakon dominikanów z przeorem Wacławem Grotowskim. Budynek został następnie adaptowany na kościół katolicki. Rozebrano stare zrujnowane apsydy i zastąpiono je większymi. Po wojnie domowej w Rzeczypospolitej (powstanie Chmielnickiego) toczącej się w latach 1648-1654 sobór powrócił do Cerkwi prawosławnej. Około 1672 roku do zachodniej części świątyni dobudowano ośmioboczną rotundę-narteks pod barokową kopułą latarniową z wysoką iglicą (rozebrana podczas renowacji po 1945 roku). W latach 1700–1702 Podczas kolejnej przebudowy w katedrze pojawiła się dzwonnica i kolegium.
W 1857 roku podczas remontu katedry rozebrano XVII-wieczne barokowe absydy i na ich miejscu zbudowano nowe, budynek powiększono w kierunku wschodnim o nową absydę, zmieniono także kształt szczytów. 
Sobór został praktycznie zniszczona podczas II wojny światowej - podczas bombardowań pękły sklepienia, pożary zniszczyły wszystkie drewniane podłogi.
W latach 1952–1958 według projektu M. Chołosteńki przeprowadzona została rekonstrukcja obiektu w jego początkowej formie. Znajdujący się w soborze ikonostas nie przetrwał; częścią muzealnej ekspozycji w budynku są jedynie należące do niego królewskie wrota, ufundowane na początku XVIII w. przez Iwana Mazepę.
Sobór jest częścią rezerwatu architektoniczno-historycznego, w którym chronione są zabytki Czernihowa. Stale mieszczą się w nim wystawy fresków przeniesionych z różnych cerkwi w mieście oraz wystawa zabytków architektury i rzemiosła XI–XIII w.

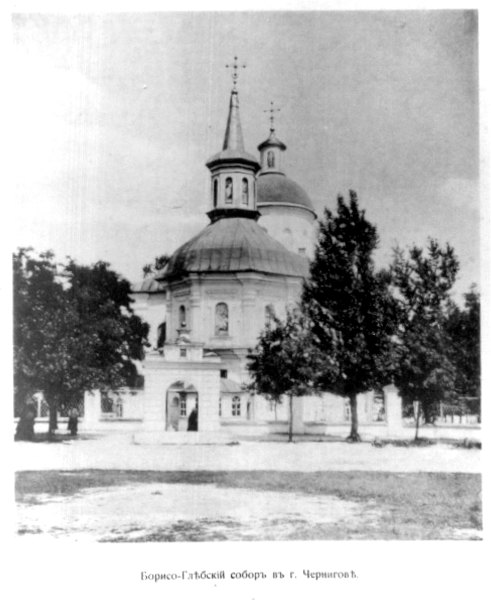
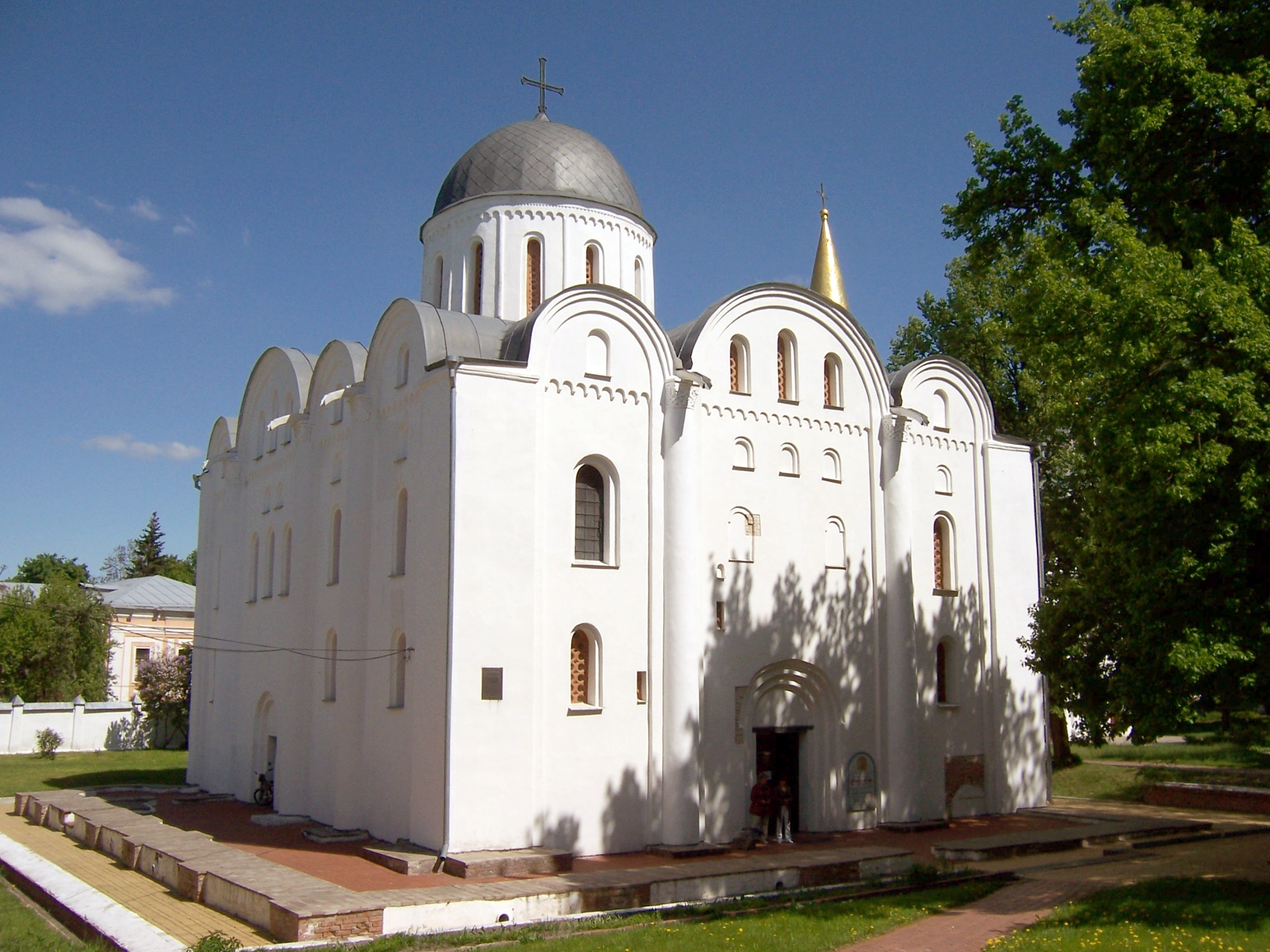
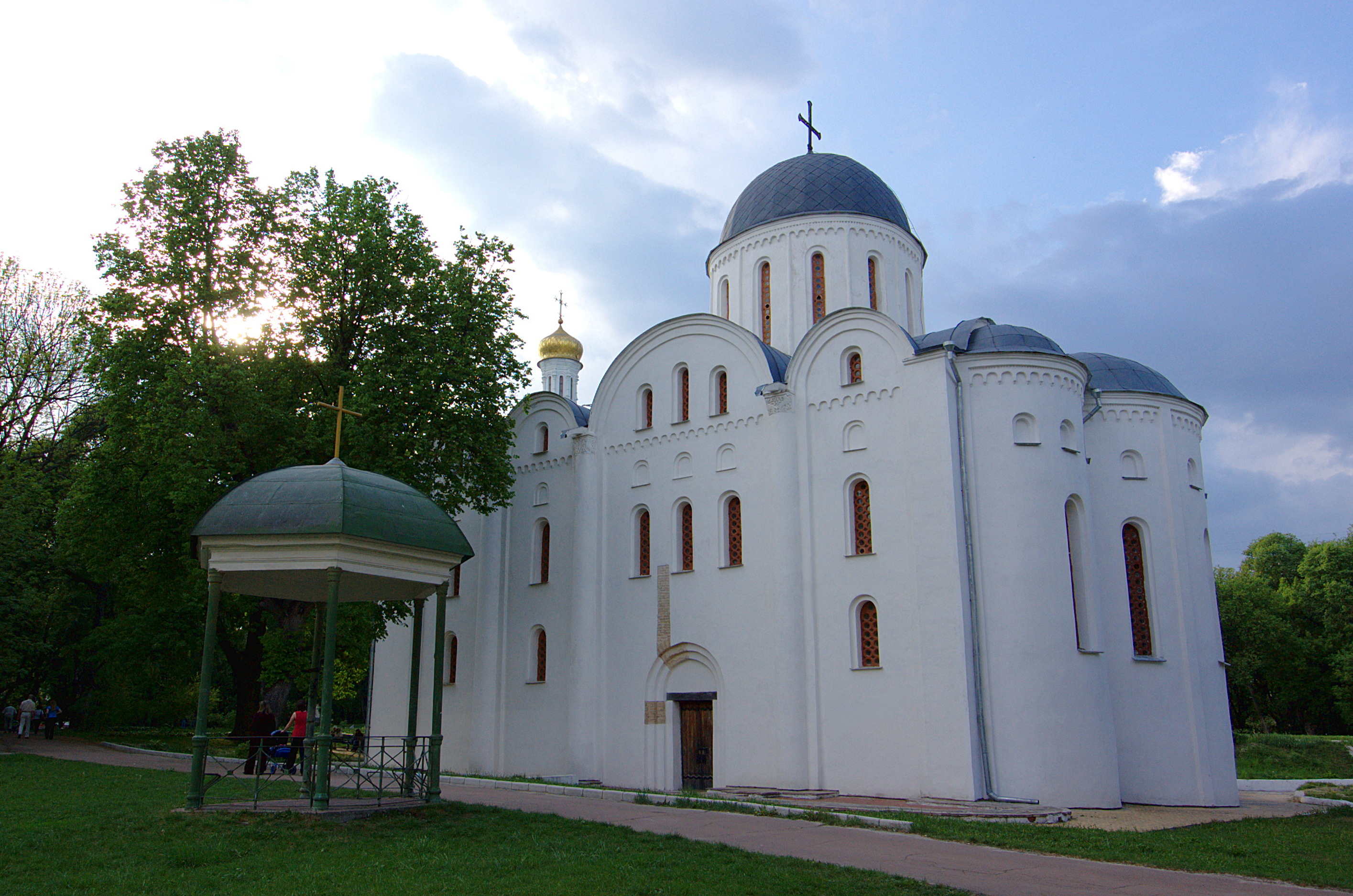
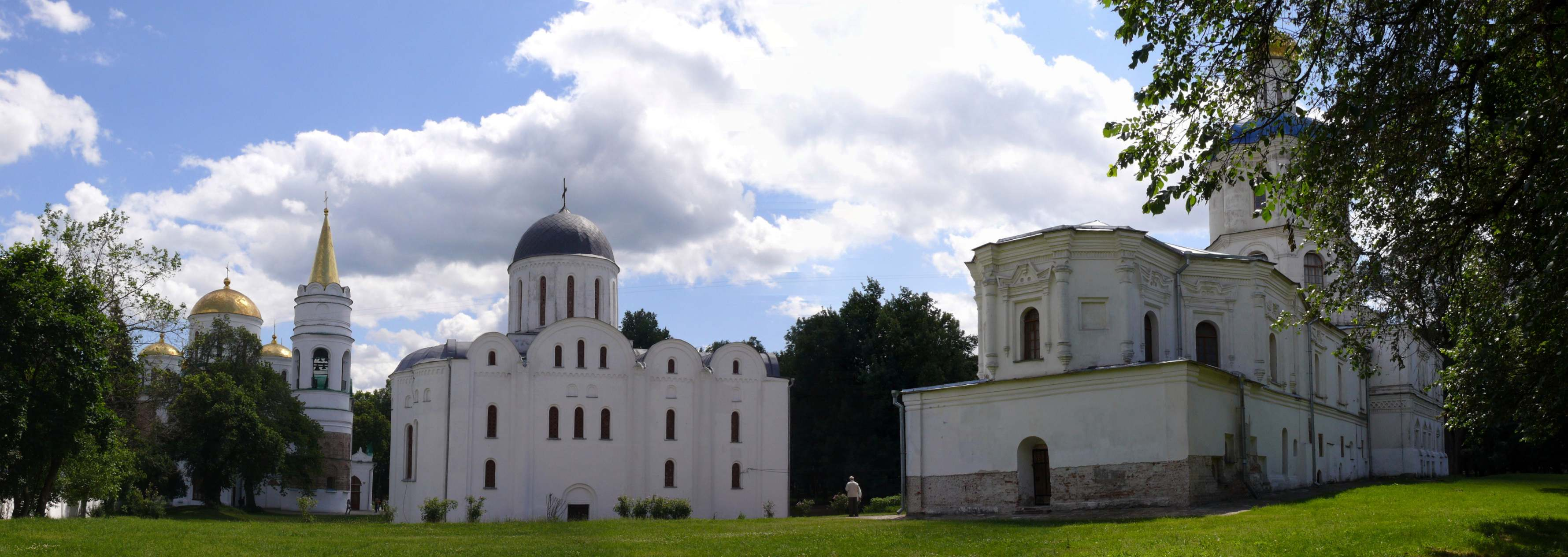
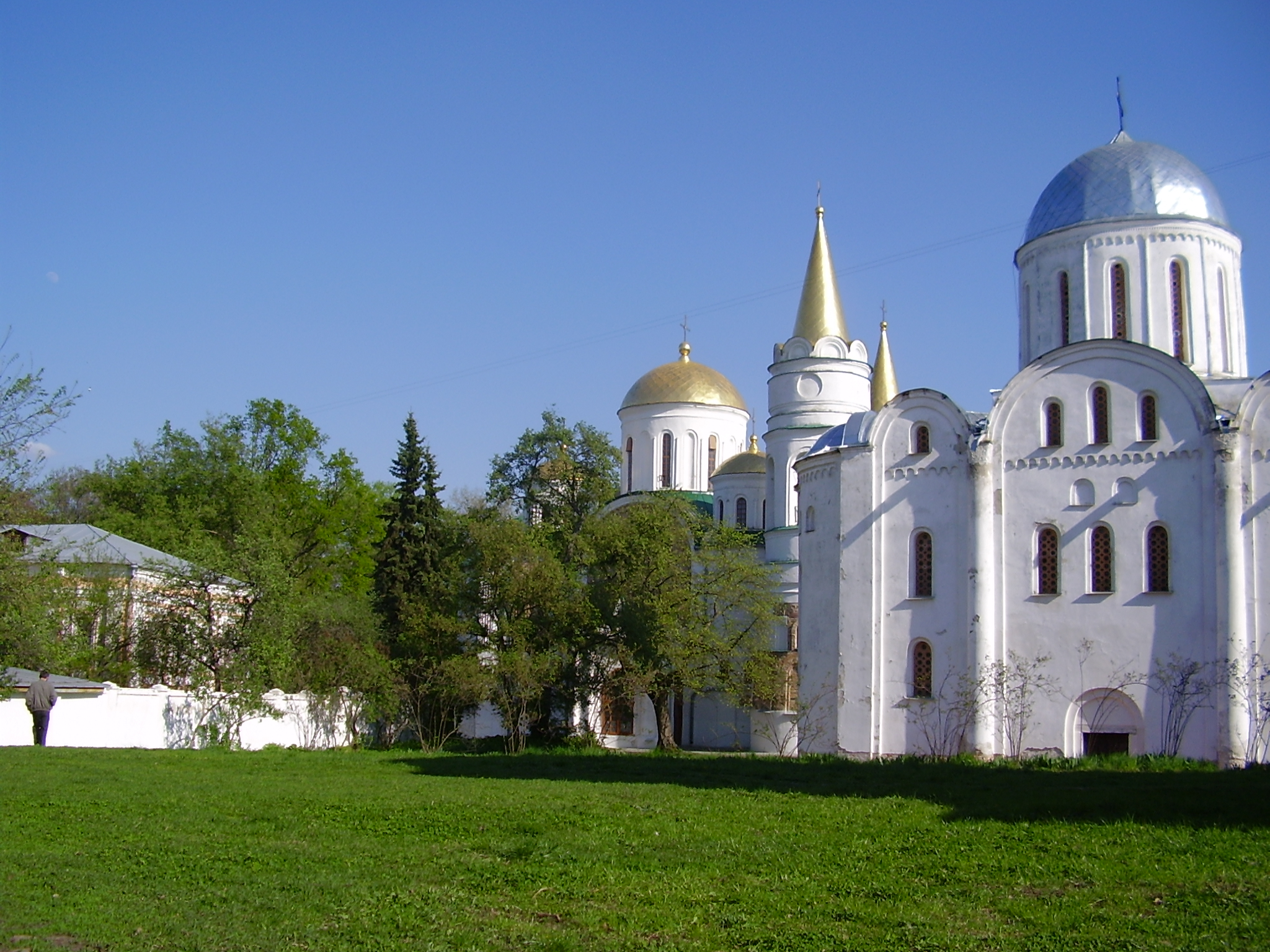
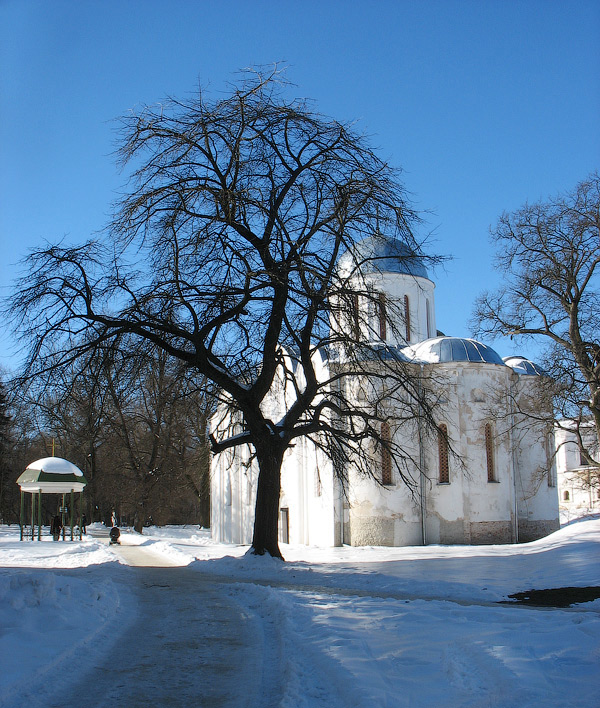
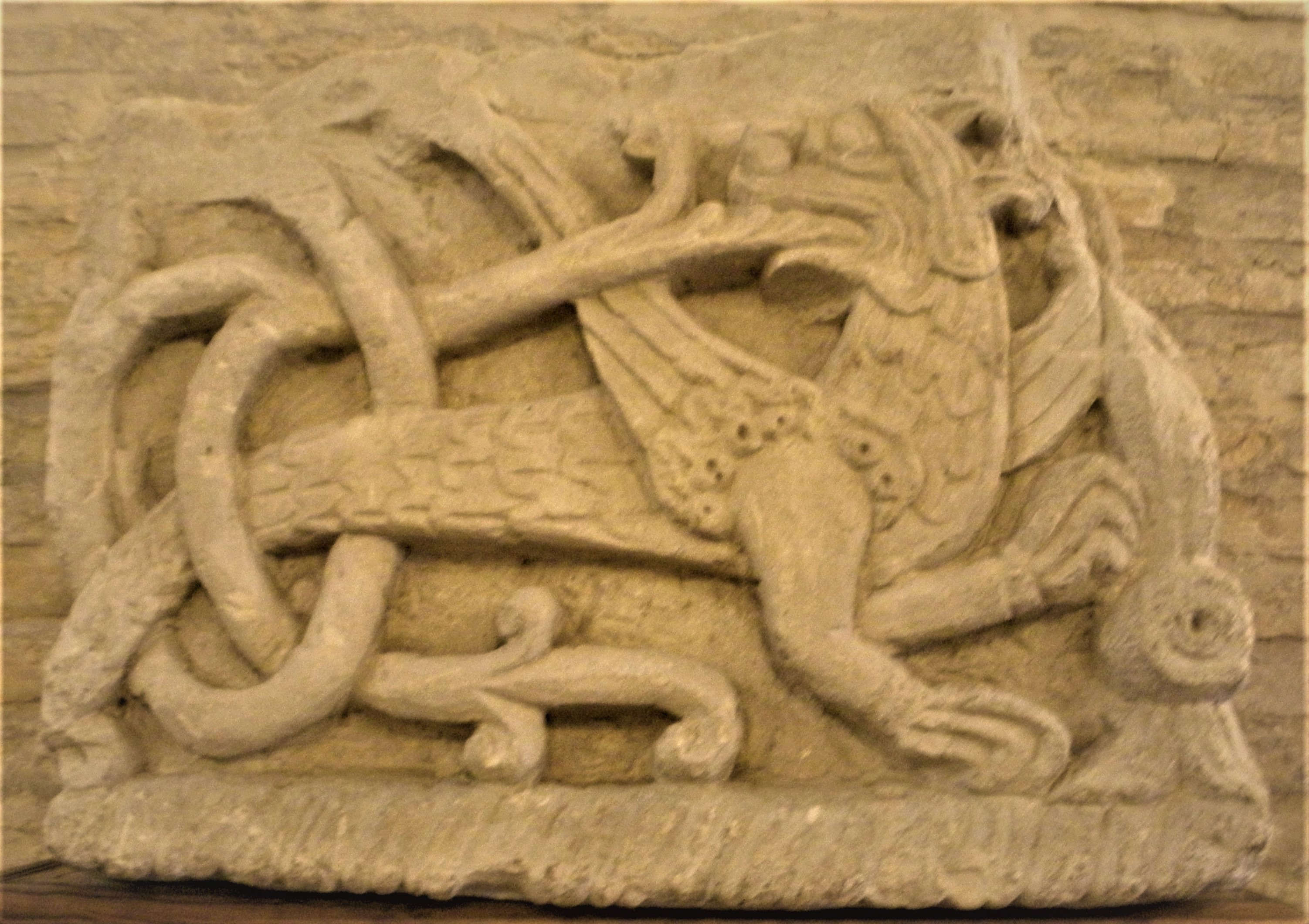
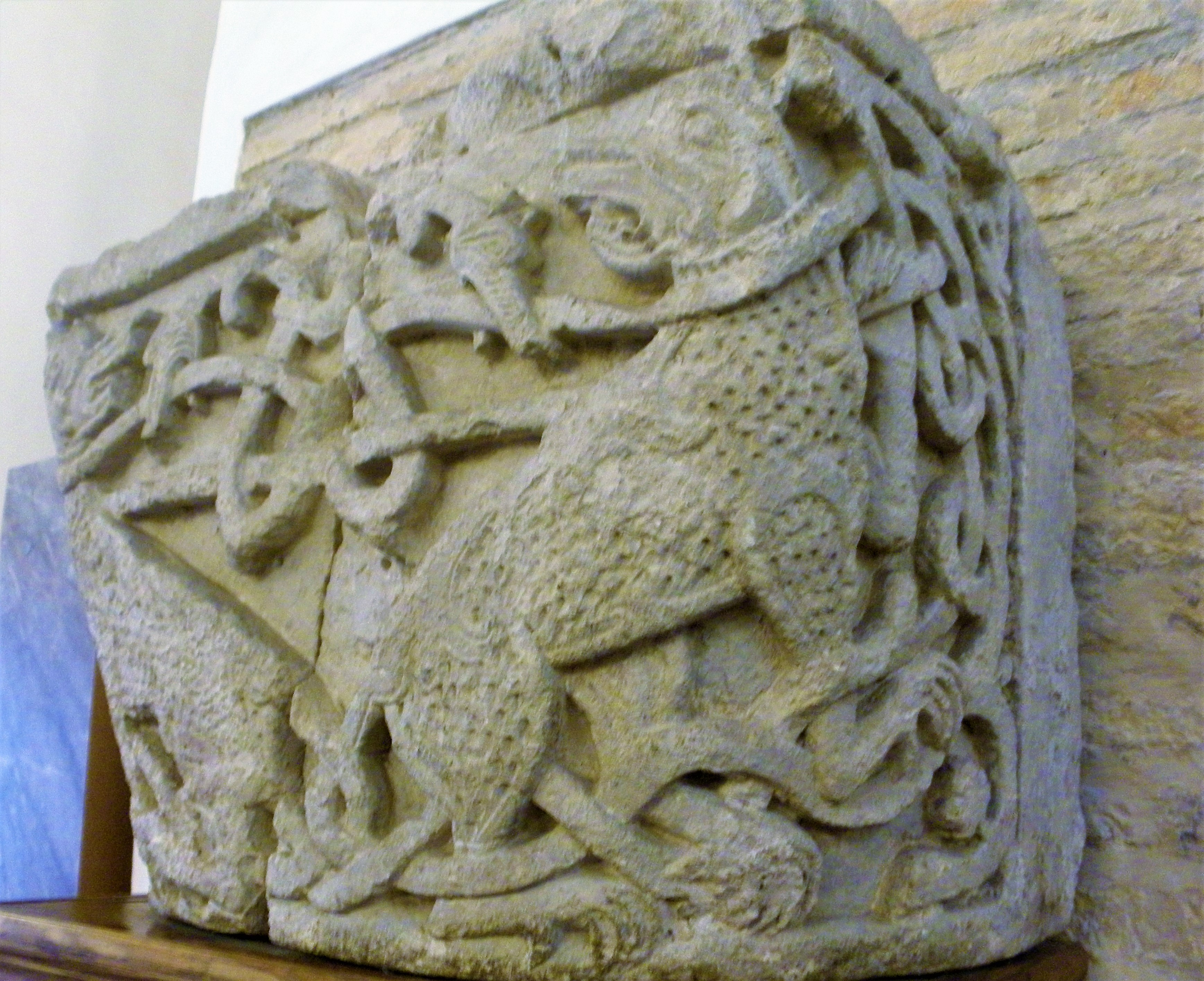
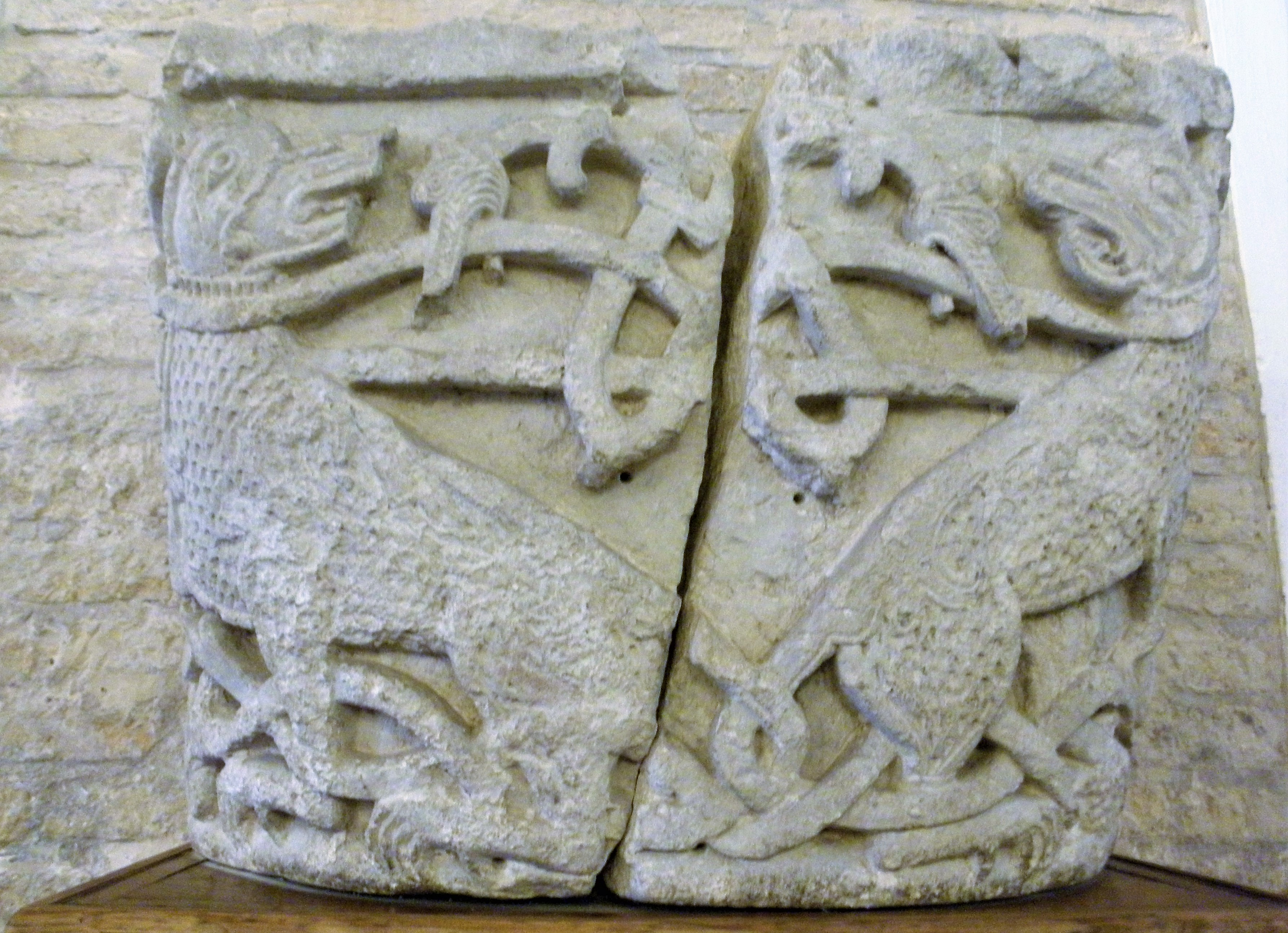